# عرب بخواج
قرية عرب بخواج هي إحدى القرى التابعة لمركز طهطا بمحافظة سوهاج في جمهورية مصر العربية. حسب إحصاءات سنة 2006، بلغ إجمالي السكان في عرب بخواج 5866 نسمة، منهم 3147 رجل و2719 امرأة.